# آندره لوفور
آندره لوفور (فرانسوی: André Lefaur‎؛ ۲۵ ژوئیه ۱۸۷۹ – ۵ دسامبر ۱۹۵۲) بازیگر سینما اهل فرانسه بود.
از فیلم‌ها یا برنامه‌های تلویزیونی که وی در آن نقش داشته‌است می‌توان به سمفونی دهم، سامسون، و دورا نلسون اشاره کرد.